# Andreas Goldberger

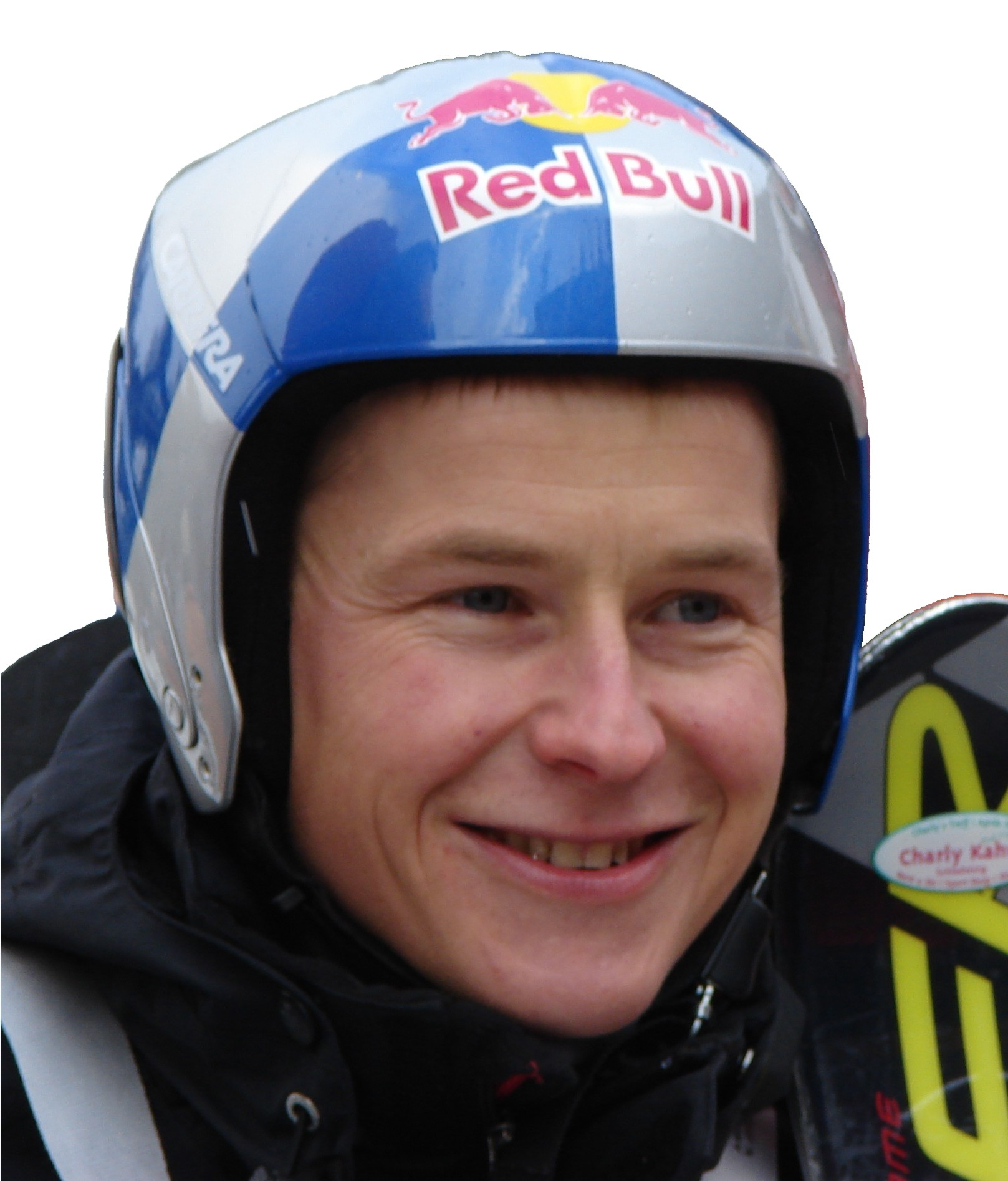
Goldberger im Jahr 2007

Andreas „Andi“ Goldberger (* 29. November 1972 in Ried im Innkreis, Oberösterreich) ist ein ehemaliger österreichischer Skispringer. Er zählt zu den erfolgreichsten Skispringern der 1990er Jahre. Zu seinen größten Erfolgen zählen neben zwei Gesamtsiegen bei der Vierschanzentournee, drei Siegen im Gesamtweltcup, dem Team-Weltmeistertitel 2001 und dem Titel des Skiflugweltmeisters 1996 auch zwei Bronzemedaillen bei Olympischen Winterspielen. Er verbuchte zudem 175 Top-Ten-Platzierungen bei Skisprungveranstaltungen von 1991 bis 2005. Damit konnte er die Erfolgsgeschichte des österreichischen Skisprungwunderteams der 1970er und frühen 1980er Jahre mit Karl Schnabl und Anton Innauer, Hubert Neuper und Armin Kogler, das Baldur Preiml ausgeformt hatte, und die Erfolge der beiden „Zwillinge“ Andreas Felder und Ernst Vettori in den 1980er und frühen 1990er Jahren mit seiner Karriere fortsetzen.

## Werdegang

### Kindheit und erste Jahre im Skispringen
Goldberger, der von seinen Mannschaftskollegen und der Presse oft nur „Goldi“ genannt wurde, wuchs zusammen mit seinen zwei Geschwistern Johanna und Rudolf im oberösterreichischen Waldzell auf, wo seine Eltern Herta und Rudolf einen Bauernhof betrieben. Bereits früh in der Kindheit begann er mit dem Skisport und absolvierte seine ersten Probesprünge auf Skiern im Alter von sieben Jahren. Nachdem sein Vater dies bemerkt hatte, begann Goldberger mit dem intensiven und geförderten Training. Er kam noch als Schüler in den oberösterreichischen Landeskader und nahm am Schülercup teil. Nach Erfolgen dort erfolgte der Aufnahme in den Jugendkader und Goldberger ging nach Stams an das dortige Schigymnasium. Unter Paul Ganzenhuber wurden Goldbergers Leistungen immer besser und 1987 erfolgte seine Aufnahme in den nationalen B-Kader. Im Alter von 18 Jahren gab er am 4. Jänner 1991 in Innsbruck sein Debüt im Skisprung-Weltcup, nachdem er für die beiden österreichischen Springen der Vierschanzentournee 1990/91 im Rahmen der nationalen Gruppe einen Startplatz bekommen hatte. Als 35. verpasste er in beiden Springen jedoch den zweiten Durchgang deutlich. Erstmals die Punkteränge erreichte er als Neunter beim Skifliegen, seiner späteren Lieblingsdiziplin am 23. März 1991 in Planica. Zur Vierschanzentournee 1991/92 gehörte Goldberger auf Drängen von Toni Innauer in Österreich erneut zum Kader und erreichte mit dem zweiten Rang in Innsbruck auf der Bergiselschanze überraschend sein erstes Weltcup-Podium. Nach diesem Erfolg wurde er als Ersatzmann für die Olympischen Winterspiele 1992 in Albertville nominiert, wo er zwar vor Ort weilte, jedoch nicht zum Einsatz kam. Einen erneuten Podestplatz erreichte er wenige Wochen später beim Skifliegen in Oberstdorf.
Zur Skiflug-Weltmeisterschaft 1992 in Harrachov gehörte er nach seinem Erfolg in Oberstdorf zu den Medaillenfavoriten und musste sich am Ende nach guten Sprüngen nur dem Japaner Noriaki Kasai geschlagen geben und holte Silber. Da dieser Erfolg zugleich für den Weltcup gewertet wurde, erreichte er am Ende seiner ersten – jedoch nicht vollständigen – Profisaison Rang acht in der Weltcup-Gesamtwertung.

### Durchbruch im Weltcup und erster Tourneesieg
Zur Saison 1992/93 gelang Goldberger, der erstmals ab Saisonbeginn zum A-Kader der Österreicher gehörte, endgültig der Durchbruch. Bereits im zweiten Springen der Saison im schwedischen Falun stand er gemeinsam mit Lasse Ottesen als Zweiter auf dem Podium. Bei der folgenden Vierschanzentournee 1992/93 musste er sich zwar in den Springen in Oberstdorf und Garmisch-Partenkirchen noch den Springern aus Deutschland und Japan geschlagen geben, trumpfte aber in Innsbruck und Bischofshofen mit seinen ersten beiden Siegen im Weltcup auf. Am Ende gelang ihm damit auch der Sieg in der Tournee-Gesamtwertung vor dem Japaner Noriaki Kasai und dem Tschechoslowaken Jaroslav Sakala. Ende Jänner gehörte Goldberger gemeinsam mit Stefan Horngacher, Ernst Vettori und Werner Rathmayr zur Mannschaft im Teamspringen von Predazzo, welches die vier Österreicher deutlich vor der Mannschaft aus Deutschland gewannen. Wenige Tage später stand er zweimal als Dritter auf dem Podium beim Skifliegen am Kulm.
Im Februar reiste Goldberger mit der Mannschaft zu den Nordischen Skiweltmeisterschaften 1993 in Falun. Im Teamspringen gewann er gemeinsam mit Horngacher, Vettori und Heinz Kuttin die Bronzemedaille hinter den Mannschaften aus Norwegen sowie der Tschechoslowakei. Im folgenden Einzel von der Großschanze gewann Goldberger mit Bronze zwei Tage später auch seine erste WM-Einzelmedaille. Das Springen von der Normalschanze verlief noch besser, so dass er schließlich hinter dem Japaner Masahiko Harada die Silbermedaille gewinnen konnte. Bei den Österreichischen Meisterschaften 1993 gewann Goldberger gegen Ende der Saison von der Normal- wie auch der Großschanze die Silbermedaille. Zudem gelang ihm nach einem weiteren Podestplatz im Einzel von Planica auch, den Gesamtweltcup zu gewinnen.
Im folgenden Winter 1993/94 musste Goldberger sich oft vor allem dem Norweger Espen Bredesen und dem Deutschen Jens Weißflog geschlagen geben. Lediglich zwei Einzelsiege gelangen ihm im Laufe der gesamten Saison. Wie in der Gesamtwertung der Vierschanzentournee 1993/94 lagen auch in der Weltcup-Gesamtwertung Bredesen und Weißflog vor Goldberger. Auch bei den Olympischen Winterspielen 1994 in Lillehammer musste er sich den beiden geschlagen geben und gewann nur Bronze im Einzelspringen von der Großschanze. Von der Normalschanze kam Goldberger nicht über Rang sieben hinaus. Zuvor hatte er bereits gemeinsam mit Christian Moser, Heinz Kuttin und Stefan Horngacher eine weitere Bronzemedaille im Teamspringen gewonnen. Bei der Skiflug-Weltmeisterschaft 1994 in Planica überzeugte Goldberger im Training mit einem Sprung über 200 Meter, musste sich im Wettbewerb aber deutlich geschlagen geben und kam am Ende nur auf den 13. Platz.

### Dominanz im Weltcup
In den Wintern 1994/95 und 1995/96 feierte Goldberger schließlich seine erfolgreichste Zeit. So wurde er bis Jänner 1995 in allen Weltcups mindestens Zweiter. Die Vierschanzentournee 1994/95 gewann er nach drei zweiten Plätzen und dem Sieg in Bischofshofen deutlich. Nach sieben weiteren Weltcup-Siegen reiste Goldberger als einer der Favoriten zu den Nordischen Skiweltmeisterschaften 1995 in Thunder Bay. Dort verpasste er jedoch von der Normalschanze wie auch mit dem Team als jeweils Sechster jede Medaillenchance. Im Einzel von der Großschanze musste er sich dem Norweger Tommy Ingebrigtsen geschlagen geben und gewann nur Silber. Damit blieb er auch weiter ohne Sieg bei einer Großveranstaltung. Am Ende der Saison, in der Goldberger auch seinen zweiten nationalen Titel gewinnen konnte egalisierte er den Rekord von 10 Saisonsiegen, den der Finne Matti Nykänen aufgestellt hatte. Außerdem gewann der Österreicher als erster Springer fünf Einzelwettbewerbe in Folge. Souverän siegte er damit im Gesamtweltcup. Nachdem er in die folgende Saison mit guten Leistungen gestartet war, zeigt Goldberger im Dezember in Chamonix, Oberhof und Oberstdorf erste Schwächen und landete nur auf mittleren oder hinteren Platzierungen. Nach einem folgenden Platz vier in Garmisch-Partenkirchen gewann er das Springen in Innsbruck. Nachdem Goldberger dann auch in Bischofshofen Rang fünf erreicht hatte, belegte er bei der Vierschanzentournee 1995/96 den siebten Gesamtrang. Bei der Skiflug-Weltmeisterschaft 1996 am Kulm gewann Goldberger erstmals einen Titel bei einer Weltmeisterschaft und holte Gold im Einzelfliegen. Mit einem weiteren Saisonsieg in Oslo am Saisonende gewann er zum dritten Mal auch den Gesamtweltcup. Nach diesem Erfolg wurde er von den Österreichischen Sportjournalisten zum zweiten Mal zum Sportler des Jahres gewählt.

### Leistungseinbruch & Drogenskandal
Zur Saison 1996/97 gelang es Goldberger nicht, an die Erfolge der vergangenen zwei Jahre anzuknüpfen. So blieb er die gesamte Saison ohne Sieg. Auch die Nordischen Skiweltmeisterschaften 1997 verliefen für den amtierenden Gesamtweltcupsieger nicht wie erhofft. Zwar gewann er im Einzel von der Normalschanze eine weitere Bronzemedaille, konnte aber als Vierter mit der Mannschaft keine weitere Medaille gewinnen. Im Einzel von der Großschanze landete Goldberger sogar nur auf Platz 47.
Am 20. April 1997 gab Goldberger im Österreichischen Fernsehen (ORF) zu, Kokain konsumiert zu haben. Es folgte eine knapp sechsmonatige Sperre des ÖSV wegen Dopings. Kurz darauf wurde Goldberger durch den ÖSV auch die Lizenz entzogen. Goldberger wollte den Verband wechseln und für die Bundesrepublik Jugoslawien starten, blieb aber schließlich weiter beim ÖSV, konnte danach aber nicht mehr an frühere Erfolge anknüpfen. Er hatte sogar kurzweilig die serbische Staatsbürgerschaft angenommen, die er aber wieder zurückgab, nachdem der ÖSV ihn wieder aufgenommen hatte. Der Rapper K. Ronaldo veröffentlichte im August 2016 einen Song namens „Andi Goldberger“ auf dem Mixtape „I Wanted to Kill Myself but Today is my Mothers Birthday“, in welchem Teile des Interviews von 1997 verwendet werden und Andreas Goldberger als „Kokaingott“ bezeichnet wird. Im EAV-Song Schau wie's schneit des Albums Im Himmel ist die Hölle los, in dem es um Kokainkonsum in Prominentenkreisen geht, findet sich ebenfalls eine Anspielung auf Goldberger.

### Rückkehr ins Nationalteam
Noch vor dem Beginn der Saison 1997/98 wurde zwischen dem ÖSV und Goldberger offiziell eine medienwirksame Aussöhnung durchgeführt. Nach dieser bekam Goldberger auch wieder einen Platz im Nationalkader, konnte aber in der Folge nicht an die Erfolge der Vorjahre anknüpfen. Zwar gelangen ihm noch einige Top-10-Platzierungen, meist fand er sich aber im Mittelfeld wieder. Nur knapp gelang ihm die Qualifikation für die Olympischen Winterspiele 1998 in Nagano. Dort ging Goldberger jedoch ausschließlich auf der Normalschanze an den Start, wo er 22. wurde. Für das Teamspringen fand er keine Berücksichtigung. Noch enttäuschender verlief für Goldberger die Saison 1998/99. So verpasste er nach internen Ausscheidungsspringen die Qualifikation für die Heim-WM in Ramsau am Dachstein. Er reiste zwar mit der Mannschaft an, war aber als Ersatzmann bei keinem Springen im Einsatz.
Mit dem Trainerwechsel im Nationalteam kam für Goldberger wenig später der Erfolg zurück. Dank dem neuen Trainer Alois Lipburger, der sich intensiv mit Goldberger befasste, fand dieser bereits beim Sommer-Grand-Prix 1999 zu alter Konstanz zurück. Auch in der Saison 1999/2000 zeigte er mit 14 Top-6-Platzierungen seine gute Form und wurde am Ende Fünfter des Gesamtweltcups. Beim Saisonfinale in Planica gelang ihm mit 225 Metern ein neuer Skiflugweltrekord. Zuvor war er bei der Skiflug-Weltmeisterschaft 2000 in Vikersund auf den achten Platz geflogen.

### Erneute Formkrise und Rücktrittspläne
Seinen Erfolg aus der Vorsaison konnte Goldberger nicht in der neuen Saison 2000/01 fortsetzen. Weiterhin blieb er ohne Weltcupsieg. Nachdem er mittlerweile zur Führungsperson in der Mannschaft der Österreicher geworden war, reiste er mit seinen Teamkollegen zu den Nordischen Skiweltmeisterschaften 2001 in Lahti. Dort blieb er zwar in den Einzelspringen eher im Mittelfeld hängen, konnte aber mit der Mannschaft von der Normalschanze die Gold- und von der Großschanze die Bronzemedaille gewinnen. Im Winter 2001/02 gelang Goldberger lediglich beim Springen von Titisee-Neustadt der Sprung aufs Podest bei einem Einzelweltcup. Lediglich mit dem Team konnte er in Willingen und Planica das Podium erreichen, wobei das Springen in Willingen ein weiterer Weltcup-Sieg für Goldberger war. Bei den Olympischen Winterspielen 2002 in Salt Lake City war erneut als Ersatzmann des Teams mitgereist, trat aber ohne Einsatz die Rückreise an. Zu Beginn der Saison 2002/03 gelangen Goldberger die letzten Podestplätze im Weltcup. Im Anschluss daran fand er sich erneut oftmals nur auf hinteren Plätzen wieder und spielte daher zum Saisonende erstmals mit dem Gedanken über ein Karriereende. Er verblieb aber weiterhin im Kader und nahm auch an Weltcup-Springen teil. Bei der Skiflug-Weltmeisterschaft 2004 verpasste Goldberger jedoch erstmals die Qualifikation für das Einzelspringen und konnte so nur mit der Mannschaft an den Start gehen. Im Teamfliegen gewann er mit dem Team Bronze. Nachdem er in der Folge nicht mal mehr in jedem Springen den zweiten Durchgang erreicht hatte, verpasste er auch die Qualifikation für die Weltmeisterschaften 2005 in Oberstdorf.

### Ende als aktiver Sportler und weitere Karriere
Nach 14 Jahren Weltcup-Geschichte beendete Goldberger seine Karriere offiziell am 29. Mai 2005. Seit dem Winter 2005/06 ist er als Co-Kommentator und Skisprungexperte für den ORF tätig. Außerdem ist er auch noch im Unternehmen seines Managers Edi Federer tätig. Seinen letzten Auftritt als aktiver Springer hatte er am 13. Jänner 2006 bei der Skiflug-WM am Kulm. Hubert Neuper veranstaltete an diesem Tag A Tribute to Andreas Goldberger. 2008 nahm er am Wasalauf teil und beendete das Rennen als 2284. von 15.000 Startern.
Ab dem 10. März 2006 nahm Goldberger an der zweiten Staffel der ORF-Show Dancing Stars teil. Gemeinsam mit Tanzpartnerin Julia Polai erreichte er den zweiten Platz hinter Manuel Ortega.
Goldberger ist heute auch Botschafter der Stiftung Wings for Life und startet bei diversen Sportveranstaltungen von Red Bull, darunter Red Bull 400 und Red Bull Dolomitenmann. Gemeinsam mit Red Bull veranstaltet Goldberger zudem seit 2007 jährlich mit dem Goldi Cup eine Art Talentsichtungswettbewerb für Skispringer. Zudem bestritt er Radrennen und absolvierte mehrfach die Salzkammergut Mountainbike Trophy.
Im September 2019 absolvierte Goldberger den ersten Teil der Trainerausbildung für Skisprung.

## Erfolge

### Olympische Winterspiele
Olympische Winterspiele 1994 in Lillehammer
- Bronze im Einzelspringen (Großschanze)
- Bronze im Mannschaftsspringen (Großschanze)

### Weltmeisterschaften
WM 1993 in Falun
- Silber im Einzelspringen (Normalschanze)
- Bronze im Einzelspringen (Großschanze)
- Bronze im Mannschaftsspringen (Großschanze)

WM 1995 in Thunder Bay
- Silber im Einzelspringen (Großschanze)

WM 1997 in Trondheim
- Bronze im Einzelspringen (Normalschanze)

WM 2001 in Lahti
- Gold im Mannschaftsspringen (Normalschanze)
- Bronze im Mannschaftsspringen (Großschanze)

Skiflug-Weltmeisterschaften
- Silber in Harrachov 1992
- Gold in Tauplitz 1996
- Bronze mit der Mannschaft in Planica 2004

### Weltcupsiege im Einzel
| Nr. | Datum             | Ort           | Typ           |
| --- | ----------------- | ------------- | ------------- |
| 1.  | 3. Jänner 1993    | Innsbruck     | Großschanze   |
| 2.  | 6. Jänner 1993    | Bischofshofen | Großschanze   |
| 3.  | 17. Dezember 1993 | Courchevel    | Großschanze   |
| 4.  | 4. Jänner 1994    | Innsbruck     | Großschanze   |
| 5.  | 11. Dezember 1994 | Planica       | Normalschanze |
| 6.  | 6. Jänner 1995    | Bischofshofen | Großschanze   |
| 7.  | 8. Jänner 1995    | Willingen     | Großschanze   |
| 8.  | 21. Jänner 1995   | Sapporo       | Normalschanze |
| 9.  | 28. Jänner 1995   | Lahti         | Normalschanze |
| 10. | 8. Februar 1995   | Lillehammer   | Großschanze   |
| 11. | 12. Februar 1995  | Oslo          | Großschanze   |
| 12. | 18. Februar 1995  | Vikersund     | Flugschanze   |
| 13. | 19. Februar 1995  | Vikersund     | Flugschanze   |
| 14. | 25. Februar 1995  | Oberstdorf    | Flugschanze   |
| 15. | 4. Jänner 1996    | Innsbruck     | Großschanze   |
| 16. | 14. Jänner 1996   | Engelberg     | Großschanze   |
| 17. | 21. Jänner 1996   | Sapporo       | Großschanze   |
| 18. | 28. Jänner 1996   | Zakopane      | Großschanze   |
| 19. | 11. Februar 1996  | Tauplitz      | Flugschanze   |
| 20. | 9. März 1996      | Harrachov     | Flugschanze   |

### Weltcupsiege im Team
| Nr. | Datum           | Ort       | Typ         |
| --- | --------------- | --------- | ----------- |
| 1.  | 24. Jänner 1993 | Predazzo  | Großschanze |
| 2.  | 5. März 1994    | Lahti     | Großschanze |
| 3.  | 15. März 1996   | Oslo      | Großschanze |
| 4.  | 13. Jänner 2002 | Willingen | Großschanze |

### Grand-Prix-Siege im Einzel
| Nr. | Datum           | Ort          | Typ           |
| --- | --------------- | ------------ | ------------- |
| 1.  | 27. August 1995 | Hinterzarten | Normalschanze |

### Continental-Cup-Siege im Einzel
| Nr. | Datum             | Ort              | Typ           |
| --- | ----------------- | ---------------- | ------------- |
| 1.  | 17. Dezember 1994 | Lahti            | Großschanze   |
| 2.  | 31. Januar 1996   | Seefeld in Tirol | Normalschanze |

## Statistik

### Weltcup-Platzierungen
| Saison  | Platz | Punkte |
| ------- | ----- | ------ |
| 1990/91 | 37.   | 0016   |
| 1991/92 | 08.   | 0123   |
| 1992/93 | 01.   | 0206   |
| 1993/94 | 03.   | 0927   |
| 1994/95 | 01.   | 1571   |
| 1995/96 | 01.   | 1416   |
| 1996/97 | 06.   | 0817   |
| 1997/98 | 17.   | 0327   |
| 1998/99 | 17.   | 0400   |
| 1999/00 | 05.   | 1034   |
| 2000/01 | 14.   | 0373   |
| 2001/02 | 13.   | 0419   |
| 2002/03 | 12.   | 0556   |
| 2003/04 | 18.   | 0299   |
| 2004/05 | 36.   | 0094   |

### Grand-Prix-Platzierungen
| Saison | Platz | Punkte |
| ------ | ----- | ------ |
| 1994   | 03.   | 0668   |
| 1995   | 01.   | 1007   |
| 1996   | 18.   | 0071   |
| 1998   | 06.   | 0215   |
| 1999   | 02.   | 0300   |
| 2000   | 13.   | 0159   |
| 2001   | 02.   | 0364   |
| 2002   | 19.   | 0066   |
| 2003   | 17.   | 0060   |
| 2004   | 52.   | 0005   |

### Continental-Cup-Platzierungen
| Saison  | Platz | Punkte |
| ------- | ----- | ------ |
| 1993/94 | 71.   | 0107   |
| 1994/95 | 60.   | 0160   |
| 1995/96 | 89.   | 0100   |

### Weltrekorde
| #         | Schanze                         | Ort     | Land      | Weite   | aufgestellt am | Rekord bis    |
| --------- | ------------------------------- | ------- | --------- | ------- | -------------- | ------------- |
| Berührung | Velikanka bratov Gorišek (K185) | Planica | Slowenien | 202,0 m | 17. März 1994  | Ungültig      |
| 95        | Velikanka bratov Gorišek (K185) | Planica | Slowenien | 225,0 m | 18. März 2000  | 20. März 2003 |

### Schanzenrekorde
| Schanze                     | Ort       | Land        | Weite   | aufgestellt am   | Rekord bis        |
| --------------------------- | --------- | ----------- | ------- | ---------------- | ----------------- |
| Bergiselschanze (K109)      | Innsbruck | Österreich  | 114,5 m | 4. Jänner 1994   | 3. Jänner 1995    |
| Mühlenkopfschanze (K120)    | Willingen | Deutschland | 125,0 m | 8. Jänner 1995   | 8. Jänner 1995    |
| Gross-Titlis-Schanze (K120) | Engelberg | Schweiz     | 125,5 m | 15. Jänner 1995  | 15. Jänner 1995   |
| Gross-Titlis-Schanze (K120) | Engelberg | Schweiz     | 127,0 m | 15. Jänner 1995  | 14. Jänner 1996   |
| Mühlenkopfschanze (K120)    | Willingen | Deutschland | 126,5 m | 29. Jänner 1995  | 1. Februar 1997   |
| Vikersundbakken (K175)      | Vikersund | Norwegen    | 179,0 m | 18. Februar 1995 | 19. Februar 1995  |
| Vikersundbakken (K175)      | Vikersund | Norwegen    | 188,0 m | 18. Februar 1995 | 1. März 1998      |
| Gross-Titlis-Schanze (K120) | Engelberg | Schweiz     | 127,5 m | 14. Jänner 1996  | 15. Dezember 2001 |
| Čerťák (K180)               | Harrachov | Tschechien  | 201,0 m | 9. März 1996     | 9. März 1996      |
| Čerťák (K180)               | Harrachov | Tschechien  | 204,0 m | 9. März 1996     | 13. Jänner 2001   |
| Brunnentalschanze           | Stams     | Österreich  | 114,5 m | 22. August 1999  | 22. August 1999   |
| Vikersundbakken (K185)      | Vikersund | Norwegen    | 196,0 m | 11. Februar 2000 | 11. Februar 2000  |
| Vikersundbakken (K185)      | Vikersund | Norwegen    | 207,0 m | 11. Februar 2000 | 11. Jänner 2007   |

## Rekorde
- Am 17. März 1994 sprang Goldberger in Planica als erster Mensch über 200 Meter, konnte den Sprung jedoch nicht stehen. Der erste offizielle „Zweihunderter“ wird daher Toni Nieminen angerechnet, der am selben Tag einen Sprung auf 203 Meter stand.
- Am 18. März 2000 gelang Goldberger ebenfalls in Planica ein 225-Meter-Sprung, mit dem er damals einen neuen Skiflugweltrekord aufstellte.[6]

## Privat
Bereits seit frühester Jugend geht Goldberger auch anderen Hobbys nach, zu denen Tennis, Golfspielen, Motocross-Fahren, Computernutzung und Fußballspiel gehören.
Am 13. Juni 2013 heiratete Goldberger seine langjährige Freundin Astrid Brandauer, die er bereits 2004 beim Skifahren kennengelernt hatte. Die Heirat fand standesamtlich in St. Johann im Pongau und anschließend kirchlich am Buchberg bei Bischofshofen statt. Am 2. Februar 2016 wurde der erste gemeinsame Sohn geboren. Der zweite Sohn des Paares wurde am 22. August 2017 geboren.
Goldberger lebt (Stand 2020) im oberösterreichischen Mondsee. Hier hat er sich ein Haus gekauft und lebt mit seiner Familie.

## Auszeichnungen
- 1993: Österreichs Sportler des Jahres
- 1994: Goldenes Verdienstzeichen der Republik Österreich[31]
- 1996: Österreichs Sportler des Jahres
- 1996: Ehrenbürger der Gemeinde Waldzell
- 2005: Österreichs Sportler des Jahres „Special Award: Einzigartige Karriere“
- 2023: Romy in der Kategorie Sport[32]